# 147918 Chiayi
147918 Chiayi è un asteroide della fascia principale. Scoperto nel 2006, presenta un'orbita caratterizzata da un semiasse maggiore pari a 2,3594338 UA e da un'eccentricità di 0,1978615, inclinata di 4,59341° rispetto all'eclittica.